# Панченко Михайло Юрійович
Панченко Михайло Юрійович (1888, Полтава — 19 жовтня 1938) — член Української Центральної Ради, нарком освіти УСРР, письменник, сценарист, кінодраматург.

## Життєпис
Народився у Полтаві. Навчався в Харківському та Московському університетах. Належав до провідних діячів Української Партії Соціалістів-Революціонерів.
З 1917 по 1918 член Української Центральної Ради від Всеукраїнської Ради Військових Депутатів, входив до складу її Президії. У березні 1919 разом з М. Полозом, Г. Михайличенком, П. Любченком, Л. Ковалівим та ін. став засновником Української Партії Соціалістів-Революціонерів (комуністів), з серпня 1919 — Українська комуністична партія (боротьбистів). У 1919 — нарком освіти УСРР.
Панченко був противником об'єднання партії з КП(б)У і не вступив до рядів останньої. В 1920-х рр. працював літературним редактором. Один з організаторів Всеукраїнської асоціації революційних драматургів і сценаристів (ВУАРДІС), Всеукраїнської асоціації робітників революційного кінематографа (ВУАРРК).
У 1933 році репресований НКВС СРСР.

## Кіносценарії
- «Тарас Шевченко» (1925)
- «Малий Тарас» (1926)
- «Життя Тараса Шевченка» (1926)
- «Бормашина»
- «Вітер зі Сходу»
- «Загарбана країна».
- п'єса «Коліївщина» (1927).